# Acalypheae
Acalypheae es una tribu de la subfamilia Acalyphoideae, perteneciente a la familia Euphorbiaceae. Comprende 12 subtribus y 32 géneros.
Entre sus especies que la componen podemos encontrar al ricino.
Subtribu Acalyphinae
Acalypha
Subtribu Adrianinae
Adriana
Subtribu Claoxylinae
Claoxylon
Claoxylopsis
Discoclaoxylon
Erythrococca
Micrococca
Subtribu Cleidiinae
Cleidion
Sampantaea
Wetria
Subtribu Dysopsidinae
Dysopsis
Subtribu Lasiococcinae
Clonostylis
Homonoia
Lasiococca
Spathiostemon
Subtribu Lobaniliinae
Lobanilia
Subtribu Macaranginae
Macaranga
Subtribu Mareyinae
Mareya
Mareyopsis
Subtribu Mercurialinae
Mercurialis
Leidesia
Seidelia
Subtribu Ricininae
Ricinus
Subtribu Rottlerinae
Avellanita
Coccoceras
Cordemoya
Deuteromallotus
Mallotus
Neotrewia
Octospermum
Rockinghamia
Trewia